# Symphonie no 1C de Michael Haydn
Pour les articles homonymes, voir Symphonie no 1.
La Symphonie no 1C en mi bémol majeur Perger 1, MH 35 est une symphonie de Michael Haydn, composée vers 1760 à Großwardein.
Cette symphonie appartient à un groupe de quatre symphonies que l'on a découvertes et que l'on pense avoir été écrites après 1758, peut-être après l'œuvre identifiée comme Symphonie no 1 par Sherman en 1982, mais certainement avant la Symphonie en ut majeur de 1761, - qui est identifiée sous le no 2 dans les deux catalogues de Perger et de Sherman de 1982. Ces quatre symphonies portent donc le numéro 1 suivi de la lettre A, B, C ou D.

## Analyse
Elle comporte quatre mouvements :
1. Andante
2. Allegro con spirito
3. Menuetto
4. Presto assai

Durée de l'interprétation : environ 15 minutes.

## Instrumentation
La symphonie est écrite pour deux hautbois, deux bassons, deux cors, cordes.